# Les Ageux
Les Ageux és un municipi francès, situat al departament de l'Oise i a la regió dels Alts de França. L'any 2007 tenia 1.156 habitants.

## Demografia

### Població
El 2007 la població de fet de Les Ageux era de 1.156 persones. Hi havia 418 famílies de les quals 88 eren unipersonals (56 homes vivint sols i 32 dones vivint soles), 127 parelles sense fills, 187 parelles amb fills i 16 famílies monoparentals amb fills.
La població ha evolucionat segons el següent gràfic:
Habitants censats

### Habitatges
El 2007 hi havia 440 habitatges, 417 eren l'habitatge principal de la família, 4 eren segones residències i 18 estaven desocupats. 426 eren cases i 13 eren apartaments. Dels 417 habitatges principals, 364 estaven ocupats pels seus propietaris, 47 estaven llogats i ocupats pels llogaters i 7 estaven cedits a títol gratuït; 1 tenia una cambra, 7 en tenien dues, 62 en tenien tres, 127 en tenien quatre i 220 en tenien cinc o més. 340 habitatges disposaven pel capbaix d'una plaça de pàrquing. A 199 habitatges hi havia un automòbil i a 179 n'hi havia dos o més.

### Piràmide de població
La piràmide de població per edats i sexe el 2009 era:
| Homes | Edats   | Dones |
| ----- | ------- | ----- |
| 0     | 95 o +  | 0     |
| 0     | 90 a 94 | 0     |
| 4     | 85 a 89 | 0     |
| 8     | 80 a 84 | 12    |
| 28    | 75 a 79 | 8     |
| 16    | 70 a 74 | 12    |
| 24    | 65 a 69 | 28    |
| 20    | 60 a 64 | 40    |
| 36    | 55 a 59 | 12    |
| 64    | 50 a 54 | 36    |
| 24    | 45 a 49 | 48    |
| 48    | 40 a 44 | 52    |
| 52    | 35 a 39 | 52    |
| 32    | 30 a 34 | 40    |
| 32    | 25 a 29 | 28    |
| 40    | 20 a 24 | 24    |
| 40    | 15 a 19 | 44    |
| 60    | 10 a 14 | 64    |
| 64    | 5 a 9   | 24    |
| 40    | 0 a 4   | 8     |

## Economia
El 2007 la població en edat de treballar era de 770 persones, 537 eren actives i 233 eren inactives. De les 537 persones actives 499 estaven ocupades (276 homes i 223 dones) i 38 estaven aturades (18 homes i 20 dones). De les 233 persones inactives 56 estaven jubilades, 108 estaven estudiant i 69 estaven classificades com a «altres inactius».

### Ingressos
El 2009 a Les Ageux hi havia 428 unitats fiscals que integraven 1.143,5 persones, la mediana anual d'ingressos fiscals per persona era de 20.603 €.

### Activitats econòmiques
Dels 40 establiments que hi havia el 2007, 3 eren d'empreses de fabricació d'altres productes industrials, 16 d'empreses de construcció, 10 d'empreses de comerç i reparació d'automòbils, 2 d'empreses de transport, 2 d'empreses d'hostatgeria i restauració, 3 d'empreses immobiliàries, 2 d'empreses de serveis i 2 d'empreses classificades com a «altres activitats de serveis».
Dels 22 establiments de servei als particulars que hi havia el 2009, 1 era un taller de reparació d'automòbils i de material agrícola, 4 paletes, 3 guixaires pintors, 2 fusteries, 3 lampisteries, 4 electricistes, 1 perruqueria, 2 restaurants, 1 agència immobiliària i 1 tintoreria.
L'únic establiment comercial que hi havia el 2009 era un hipermercat.

## Equipaments sanitaris i escolars
El 2009 hi havia una escola elemental.

## Poblacions més properes
El següent diagrama mostra les poblacions més properes.